# Mattheus Verheyden

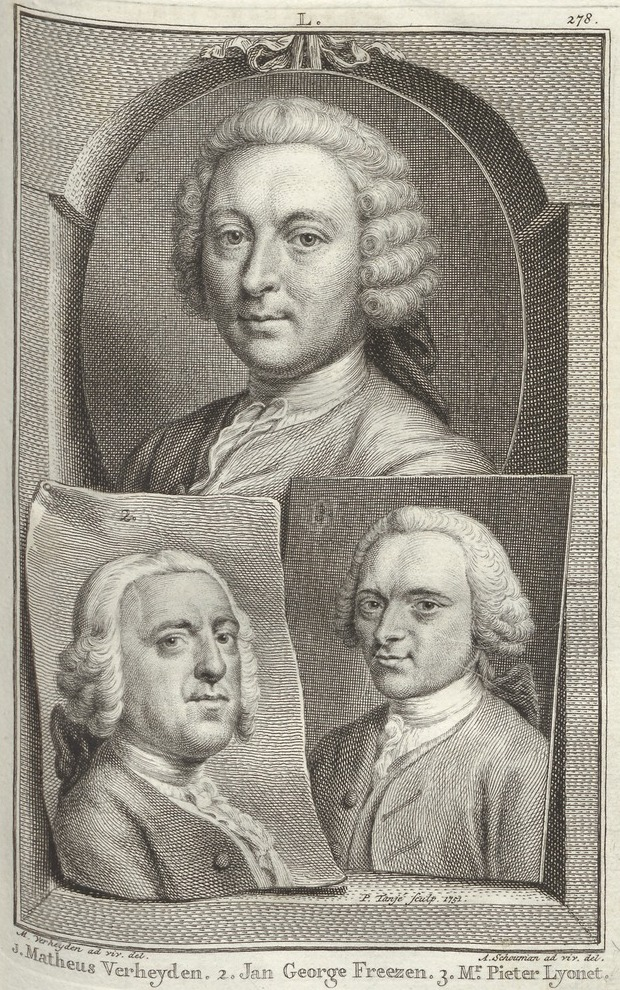
Portret van Verheyden (top) met Haagse schilders Jan George Freezen en Pieter Lyonet in Johan van Gool's Schouburg

Mattheus Verheyden (Breda, 1 juli 1700 - Den Haag, 3 november 1776) was een 18e-eeuwse portret- en architectuurschilder uit Noord-Nederland.

## Biografie

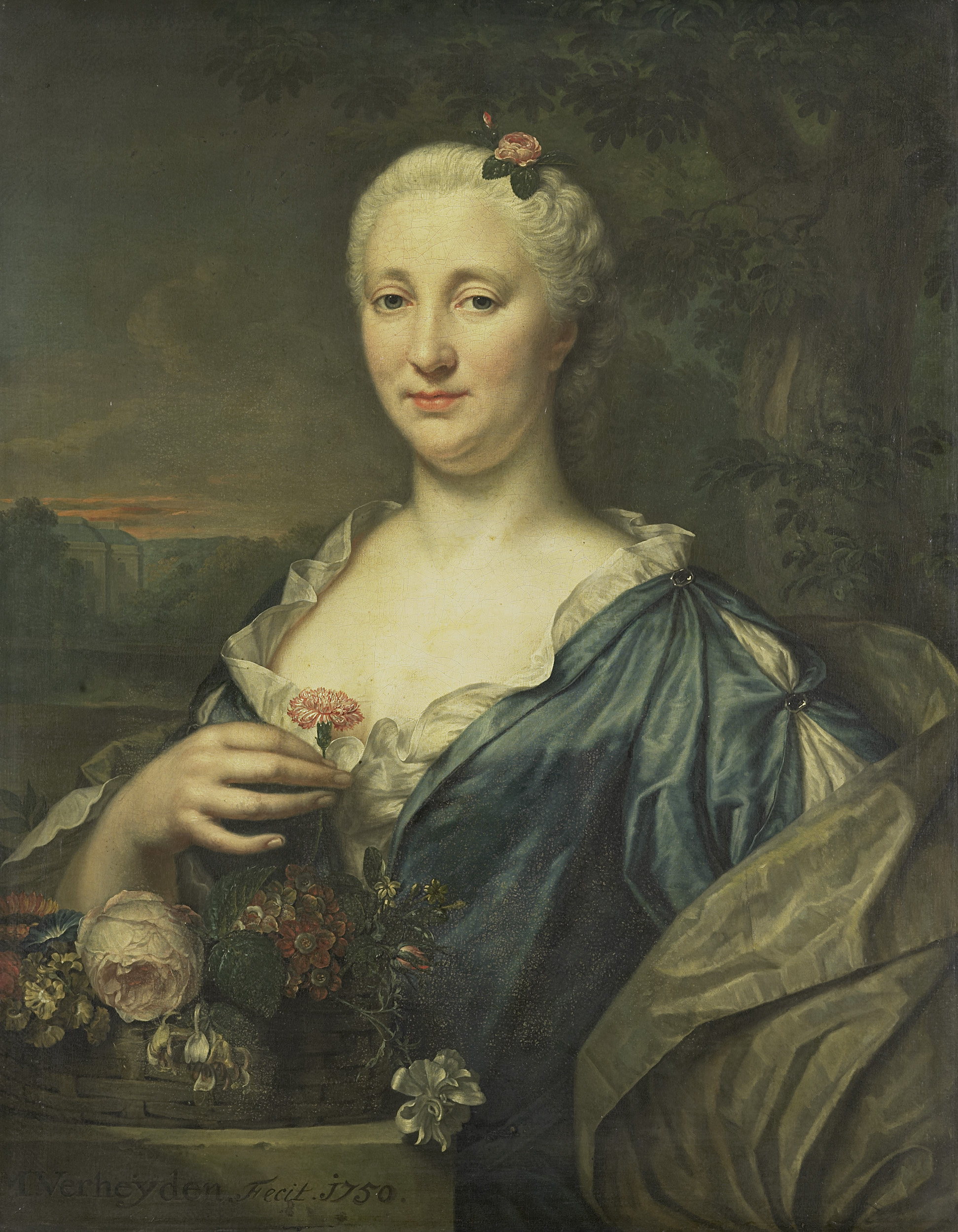
Portret van Agnes Margaretha Albinus, 1750

Mattheus Verheyden werd geboren te Breda. Volgens de RKD was hij de zoon van de schilder Frank Pietersz. Verheyden. Hij was een leerling van Hendrik Carré (II), Constantijn Netscher, Carel de Moor en Augustinus Terwesten (II), en was tot 1762 lid van de Confrerie Pictura.
Volgens Van Gool stierf Verheydens moeder toen hij twee jaar was, haar man achterlatend met zeven kinderen, van wie Mattheus de jongste was. Hoewel zijn vader hertrouwde kwam Mattheus onder voogdij van de stad Breda te staan toen zijn vader in 1711 ook overleed. Het Bredase weeshuisbestuur zond hem naar Den Haag, waar hij een jaar bij Hendrik Carré (II) leerde en waar hij de werken van Carel de Moor en Augustinus Terwesten (II) bestudeerde en kopieerde. In 1722 besloot hij een reis naar Engeland te maken, maar stopte eerst in Amsterdam, waar hij verschillende portretten schilderde. Hij reisde vervolgens naar Breda om de regenten te schilderen die hem hadden geholpen, en om zijn erfenis op te halen. Hij maakte verschillende portretten van voorname burgers van Breda en, in plaats van zijn reis te maken, trouwde hij met Margareta Kraeimes. Hij hield een lijst bij van alle mensen die hij schilderde en Van Gool publiceerde in zijn biografische schets een grote selectie van deze namen. Verheyden overleed te Den Haag.